# Arasia
Arasia es un género de arañas araneomorfas de la familia Salticidae. Se encuentra en Oceanía.   

## Lista de especies
Según The World Spider Catalog 12.5::
- Arasia eucalypti Gardzinska, 1996
- Arasia mollicoma (L. Koch, 1880)
- Arasia mullion Zabka, 2002